# Печорський ВТТ
Печорський ВТТ (рос. Печорлаг) — структурна одиниця системи виправно-трудових таборів ГУЛАГ. Організований 24.07.50 шляхом об'єднання Печорбуду і Сєвжелдорлагу.
Закритий 05.08.59 (частина табірних підрозділів передана Воркутинському ВТТ, частина — в УМЗ МВС Комі АРСР).

## Історія
Печорський ВТТ був створений, коли у зв'язку із завершенням основних робіт з будівництва Північно-Печорської залізниці відпала необхідність у великих залізничних таборах. Першим начальником був полковник Ключкін І. І.

## Виконувані роботи
- будівництво других колій на ділянці Вельськ-Воркута Печорської залізниці,
- будівництво залізниці Воркута-Хальмер-Ю і Хановей-Шахта, других колій на ділянці Білки-Іоссер,
- будівництво вагоноремонтного депо і електростанції в Сольвичегодську, депо на ст. Печора і Інта, житла
- будівельно-монтажні, лісозаготівельні, вантажно-розвантажувальні роботи,
- обслуговування Печорбуду, комбінату «Воркутауголь», Печорського пароплавства,
- будівництво залізниці Чум-Лабитнангі (з 12.02.54);
- обслуговування Ракпаського промислового комбінату (лісозаготівельні, деревообробка, випуск ширвжитку) (до 31.01.57),
- з 18.05.55 — обслуговування за договорами об'єктів Ухто-Іжемського ВТТ
- з 06.03.57 — всі роботи Мінерального ВТТ [5], [8 Л. 1-5], [21. Л. 1-25],
- облаштування порту Нар'ян-Мар (причали, склади, житло, електростанція),
- виробництво алебастру, вапна, цегли, лісозаготівлі, с/г роботи, видобуток гравію, каменю, піску, ґрунту, виготовлення тарних ящиків тощо.